# Kekec in divji mož
Kekec in divji mož je slovenska pripoved iz zbirke Trepetlika, ki jo je napisal Bogdan Novak, ilustriral pa jo je Matjaž Schmidt. Namenjena je predvsem mladini, zapisana je realno. Izšla je leta 1994 pri založbi Mladika.

## Vsebina
Kekec se je čez poletje odpravil k družini Korošec, kjer naj bi služil denar. Ko sta se s Koroščevim sinom Ažbejem igrala v gozdu sta tam naletela na divjega moža z imenom Špik, ki je Kekca odpeljal v svojo kočo, kjer bi mu naj služil celo življenje. Večkrat je poskušal pobegniti, vendar mu je pot vedno prekrižal Špikov ovčjak Ris. Kekcu je nekega dne končno uspelo pobegniti in tako se je vrnil domov.
... »Ker si spodil Špiku pečenko izpred nosa, mi boš za kazen leto dni služil!« je pribil bradati možak in se odpravil naprej. Surovo je potegnil za seboj Kekca, ki ga je imel privezanega na vrvi.

## Liki
Glavna književna oseba je Kekec. Kekec je mlad pastir, ki v družbi svojih prijateljev doživi marsikatero dogodivščino.
Stranske književne osebe so divji mož Špik, njegov brat Prisanek in vila Škrlatica.

## Analiza
Zgodba je napisana realistično, poleg dogajanja pa pisatelj opisuje tudi naravo. Pisatelj je napisal zgodbo tako, da bralcu ne pade zanimanje saj se ves čas nekaj dogaja. Dogajalni prostor je gozd na Slovenskem. Čas ni točno določen, pomlad.
Pripovedi o Kekcu obstaja kar nekaj. Prvo pripoved je napisal Josip Vandot, imenuje pa se Kekec na hudi poti.

## Vir
- Novak, Bogdan (1994), Kekec in divji mož, Ljubljana: Mladika, COBISS 38816256